# Sint-Adalberokerk
De Sint-Adalberokerk is een katholieke parochiekerk in de Beierse stad Würzburg. De kerk bevindt zich in het stadsdeel Sanderau, onmiddellijk ten zuiden van de historische binnenstad.

## Geschiedenis
Sanderau is een stadsdeel van Würzburg en werd in de 19e eeuw als eerste nieuwe wijk buiten het ringpark, de groene gordel om de historische binnenstad van Würzburg, aangelegd. De groeiende bevolking moest het nog lang doen zonder een passende parochiekerk, maar uiteindelijk werd de Adalberokerk in de jaren 1894-1899 gebouwd. De ontwerptekeningen kwamen van de hand van de beroemde kerkarchitect Franz Josef Ritter von Denzinger, die reeds naam had gemaakt met de wederopbouw van de Frankfurter keizerdom na de brand op 15 augustus 1867 en de bouw van de Frankfurter Driekoningenkerk. De kerk werd in de destijds in zwang zijnde neoromaanse stijl opgericht en aan de heilige Adalbero gewijd, die tijdens de investituurstrijd als bisschop in Wúrzburg werkzaam was. De uitvoerende architect was Joseph Schmitz, die de kerk liet bouwen in kalksteen. Het gebouw kreeg strenge neoromaanse vormen met een dwarsschip, een vieringoctagon en een indrukwekkende gevel met tweelingtorens. Alle destijds in Würzburg woonachtige kunstschilders en beeldhouwers hebben tijdens de bouw aan het interieur meegewerkt.

## Verwoesting en herstel
Door het bombardement op Würzburg op 16 maart 1945 werd de kerk zeer zwaar beschadigd. De altaren, kruisweg en andere waardevolle kunstwerken bleven echter bewaard. Na de oorlog werd de kerk provisorisch gerestaureerd. Pas in de jaren 1980-1990 werden de provisorische herstelwerken door een omvangrijke renovatie gecorrigeerd. De vieringtoren werd met de dakkapellen en de lantaarn in de oorspronkelijke toestand teruggebracht. Het eveneens provisorisch aangebracht vlakke plafond werd vervangen door een nieuw tongewelven. Tevens werden de oorlogsbeschadigingen aan stenen buiten verholpen. De kerk kreeg in de jaren 1992-1993 nieuwe vensters die door Wladimir Olenburg werden ontworpen.

## Orgel
Het Rensch-orgel werd in 1995 in het zijschip gebouwd. Het orgel bezit 52 registers verdeeld over drie manualen. De speeltracturen zijn mechanisch, de registertracturen elektrisch.